# Nederweert
Nederweert este o comună și o localitate în provincia Limburg, Țările de Jos. 

## Localități componente
Budschop, Leveroy, Nederweert, Nederweert-Eind, Ospel, Ospeldijk, Schoor.